# 國際人權聯盟 (紐約)
國際人權聯盟(ILHR)是一個總部在美国紐約市的人權組織，它的使命定為「捍衛冒著生命危險提倡人權者，在其家園促進一個公正和重民權社會的意念。」
該聯盟於1942年由歐洲難民和 Roger Nash Baldwin 創立，後者也是美國公民自由聯盟的創立人。1947年，聯盟得到聯合國經濟和社會理事會（ECOSOC）授予諮商地位，賦予它在理事會面前對於有關侵犯人權作證的權利。聯合國的停止朝鮮違反人性罪行國際聯盟是由40個世界各地的人權組織組成的一個委員會，而國際人權聯盟是成員之一。